# Michel Deza
Michel Marie Deza (né le 27 avril 1939, et mort le 23 novembre 2016,) est un mathématicien soviétique et français , spécialiste en combinatoire, géométrie discrète et théorie des graphes. Il était directeur de recherche émérite au CNRS, vice-président de l'European Academy of Sciences, professeur au Collège doctoral de sciences et techniques de Hokuriku, directeur du LIGA (Laboratoire Interdisciplinaire de Geometrie Appliquee) à l'École normale supérieure de Paris  et l'un des trois éditeurs fondateurs du Journal européen de combinatoire.

## Biographie
Deza est diplômé de l'Université d'État de Moscou en 1961 ; il travaille ensuite à l'Académie des sciences de Russie, où il termine sa thèse en 1965. Il émigre en France en 1972. En France, il travaille au CNRS depuis 1973 jusqu'à sa retraite en 2005.

## Publications (sélection)
Deza a écrit huit livres et environ 280 articles scientifiques avec 75 différents coauteurs, y compris quatre articles avec Paul Erdős.
Articles
- M. Deza, « Solution d'un problème de Erdös-Lovász », Journal of Combinatorial Theory, Series B, vol. 16, no 2,‎ 1974, p. 166–167 (DOI 10.1016/0095-8956(74)90059-8, MR 0337635). —Cet article résout une conjecture de Paul Erdős et László Lovász énonçant qu'une famille assez grande de k-parties d'un n-ensemble, dans laquelle l'intersection de toute paire de k-parties a exactement t éléments, admet un sous-ensemble à  t éléments contenu dans tout ensemble de la famille[1].
- M. Deza, P. Frankl et N. M. Singhi, « On functions of strength t », Combinatorica, vol. 3, nos 3–4,‎ 1983, p. 331–339 (DOI 10.1007/BF02579189, MR 0729786).
- M. Deza et M. Laurent, « Facets for the cut cone I », Mathematical Programming, vol. 56, nos 1–3,‎ 1992, p. 121–160 (DOI 10.1007/BF01580897, MR 1183645).
- A. Deza, M. Deza et K. Fukuda, « On skeletons, diameters and volumes of metric polyhedra », Lecture Notes in Computer Science, Springer-Verlag, vol. 1120 « Combinatorics and Computer Science »,‎ 1996, p. 112–128 (DOI 10.1007/3-540-61576-8_78, MR 1448925, lire en ligne).
- V. Chepoi, M. Deza et V. Grishukhin, « Clin d’œil on L1-embeddable planar graphs », Discrete Applied Mathematics, vol. 80, no 1,‎ 1997, p. 3–19 (DOI 10.1016/S0166-218X(97)00066-8, MR 1489057).

Livres mathématiques
- M. Deza et M. Laurent, Geometry of cuts and metrics, vol. 15, Springer, coll. « Algorithms and Combinatorics », 1997 (ISBN 3-540-61611-X, DOI 10.1007/978-3-642-04295-9, MR 1460488).
- M. Deza, V. Grishukhin et M. Shtogrin, Scale-isometric polytopal graphs in hypercubes and cubic lattices, Imperial College Press, 2004 (ISBN 1-86094-421-3, DOI 10.1142/9781860945489, MR 2051396, lire en ligne).
- E. Deza et M. Deza, Dictionary of Distances, Elsevier, 2006 (ISBN 0-444-52087-2)[7].
- (en) M. Deza et M. Dutour Sikirić, Geometry of chemical graphs : polycycles and two-faced maps, vol. 119, Cambridge, Cambridge University Press, coll. « Encyclopedia of Mathematics and its Applications », 2008, 306 p. (ISBN 978-0-521-87307-9, DOI 10.1017/CBO9780511721311, MR 2429120, lire en ligne ).
- (en) E. Deza et M. Deza, Figurate Numbers, Singapour, World Scientific, 2011, 456 p. (ISBN 978-981-4355-48-3, lire en ligne).
- M. Deza et E. Deza, Encyclopedia of Distances, Springer-Verlag, 2009 (ISBN 978-3-642-00233-5), 2e édition revue 2013  (ISBN 978-3-642-30957-1), 3e édition revue 2014  (ISBN 978-3-662-44341-5), 4e édition revue 2016  (ISBN 978-3-662-52844-0).
- M. Deza, M. Dutour Sikirić et M. Shtogrin, Geometric Structure of Chemistry-relevant Graphs, Springer, 2015 (ISBN 978-81-322-2448-8).
- E. Deza, M. Deza et M. Dutour Sikirić, Generalizations of Finite Metrics and Cuts, World Scientific, 2016, 303 p. (ISBN 978-981-4740-39-5).

## Hommages
- Une conférence en combinatoire, géométrie et informatique à Luminy en mai 2007 a donné lieu à un numéro spécial du European Journal of Combinatorics en l'honneur du 70e anniversaire de Deza[1].
- Un numéro spécial de la revue European Journal of Combinatorics est paru[2] en 2019 intitulé Special Issue in Memory of Michel Marie Deza.
- Е. И. Деза, В. Н. Чубариков, В. Г. Чирский, Н. М. Добровольский, А. О. Иванов, Е. И. Голубева, И. Ю. Реброва et Н. Н. Добровольский, « ПАМЯТИ МИШЕЛЯ ДЕЗА », Чебышевский сборник, vol. 18, no 1,‎ 2017, p. 4–28 (ISSN 2226-8383, DOI 10.22405/2226-8383-2017-18-1-4-28). (The memory of Michel Deza).